# Chandler Robbins
Chandler Robbins, född 17 juli 1918 i Belmont, Massachusetts, död 20 mars 2017 i Columbia, Maryland var en amerikansk ornitolog och forskare.
Hans bidrag till ornitologin inkluderar författarskap till en inflytelserik fältguide för fåglar, samt att organisera North American Breeding Bird Survey.
Efter Harvard undervisade Chandler Robbins under några år, och som ett alternativ till aktiv militärtjänst under andra världskriget gick han med i Civilian Public Service.

## Karriär
År 1943 flyttade han till vad som nu är Patuxent Wildlife Research Center i Maryland. Robbins gick med i U.S. Fish and Wildlife Service (USFWS) på heltid 1945 som juniorbiolog vid Patuxent.
I sin tidiga karriär var han medförfattare till publikationer om effekterna av bekämpningsmedlet Diklordifenyltrikloretan (DDT) på häckande fågelpopulationer; detta och andra forskares arbete ledde till Rachel Carsons publicering av boken Silent Spring. 
Under sin långa karriär gjorde Robbins stora insatser inom fältornitologi, från innovativa mättekniker till dokumentation av effekterna av skogsfragmentering. År 2012 förklarade Robbins att hans arbete för att bevara stora obrutna skogsområden var hans största personliga stolthet.
Han utförde fältarbete i Latinamerika och på Midway Island. Robbins ringmärkte där en Laysanalbatross vid namn Wisdom på Midway Island 1956. År 2021 var Wisdom minst 70 år gammal och är den äldsta verifierade levande vilda fågeln.
Chandler Robbins var en stor förespråkare för ringmärkning som ett verktyg för vetenskap och bevarande, Robbins ringmärkte mer än 300 arter och 190 000 individuella fåglar under loppet av sin karriär.